# Cretone

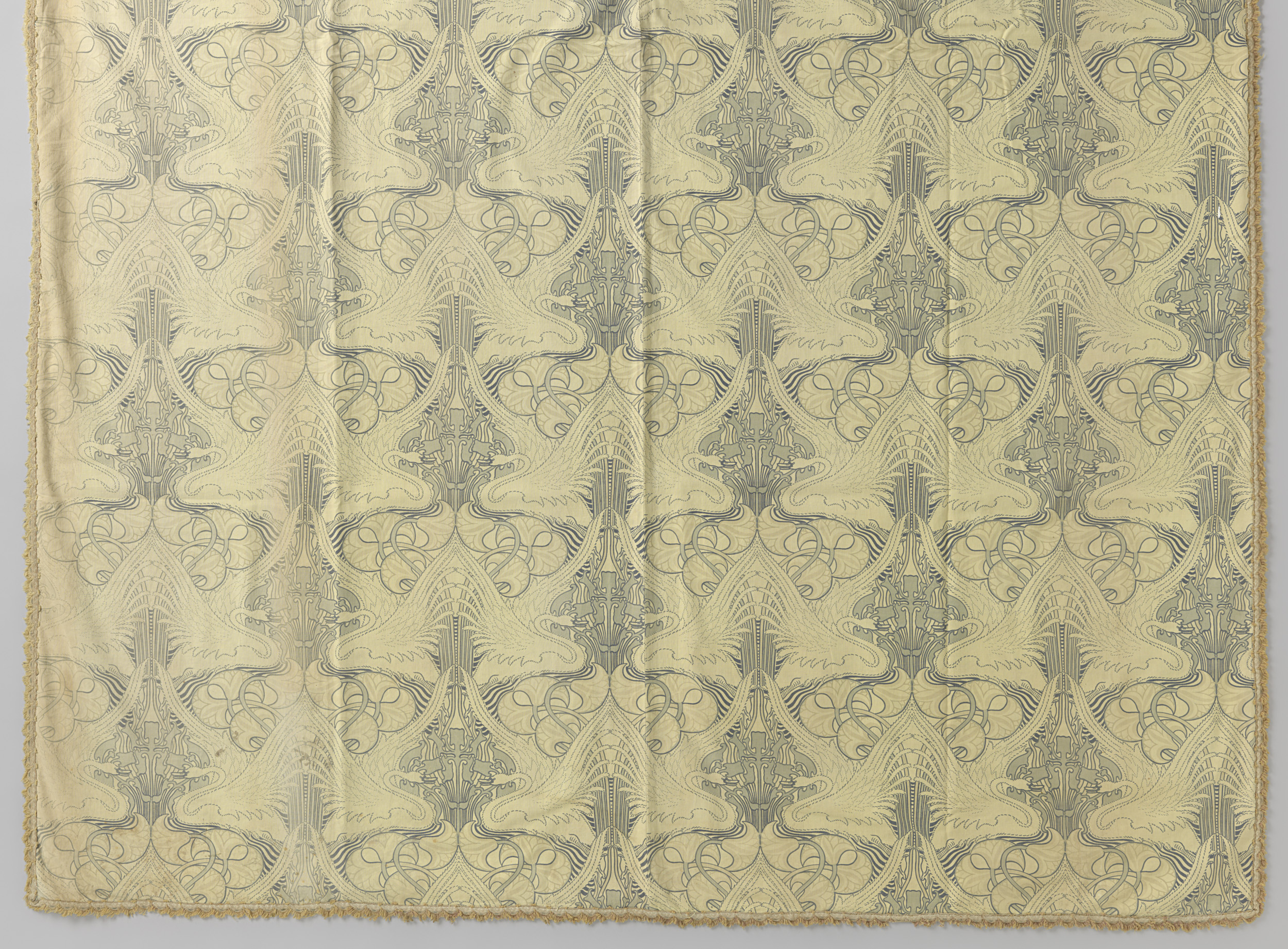
Cretone

O cretone (do francês cretonne), também chamado de bramante, é um tecido encorpado, feito de algodão ou de linho, com urdidura de cânhamo, freqüentemente utilizado na confecção de colchas, cortinas e tapeçarias.

## História
A palavra é dita ser derivada de Paul Creton, um habitante de Vimoutiers no Pays d'Auge, Baixa-Normandia, França, uma vila muito ativa na indústria têxtil nos séculos passados.    
A palavra é aplicada agora a uma tela forte, impressa do algodão.   